# Малетин, Николай Павлович
Никола́й Па́влович Мале́тин (род. 28 ноября 1937, Ярославль, РСФСР, СССР) — советский и российский востоковед, специалист в области международных отношений. Доктор исторических наук (1980), профессор кафедры востоковедения МГИМО МИД Российской Федерации (1983). Автор многочисленных научных работ, в частности, по вопросам внешней политики стран Юго-Восточной Азии и проблематике АСЕАН. Заслуженный деятель науки Российской Федерации (2002).

## Биография
В 1960 году поступил на факультет международных отношений МГИМО МИД СССР. Региональная специализация — страны Юго-Восточной Азии, иностранные языки — индонезийский и английский.
После окончания института в 1965 году поступил в аспирантуру МГИМО, привлекался к экспертной и переводческой работе в Международном отделе ЦК КПСС, Исполкоме Союза обществ Красного Креста и Красного Полумесяца (1965—66 годы), Посольстве СССР в Республике Индонезии (1966—69 годы).
С 1969 года на преподавательской работе в МГИМО. В 1969—1973 годах — преподаватель, старший преподаватель, заместитель декана факультета Международных отношений, ученый секретарь Диссертационного совета по историческим наукам. В 1969 году защитил кандидатскую, в 1980 году — докторскую диссертацию (исторические науки). В 1974 году Н. П. Малетину присвоено учёное звание доцента, в 1983 году — профессора.

## Преподавательская и научная работа
В 1970-е — 1990-е годы читал курсы лекций по истории международных отношений, а также истории внешней политики СССР и России. С 1990-х годов ведёт спецкурсы по внешней политике стран Юго-Восточной Азии, а также по проблематике АСЕАН, многостороннего сотрудничества и интеграции в Азиатско-Тихоокеанском регионе.
Привлекается к работе в других вузах и научно-исследовательских институтов. В частности, с 1999 года руководит проектом Института востоковедения РАН «Юго-Восточная Азия: Актуальные проблемы развития».
Под научным руководством Н. П. Малетина диссертации на соискание ученых степеней кандидата исторических наук и кандидата политических наук защитило не менее 16 человек, в том числе 7 иностранных аспирантов и соискателей.

## Почётные звания
Имеет почётные звания «Заслуженный деятель науки Российской Федерации» и «Отличник высшей школы».

## Публикации
Н. П. Малетин является автором многочисленных научных монографий, учебных пособий и статей (ряд работ выпущен под псевдонимом Н. П. Волжин). Основная проблематика исследований — внешняя политика стран Юго-Восточной Азии, становление и развитие Ассоциации стран Юго-Восточной Азии (АСЕАН). Общий объём публикаций на 2011 год составляет более 150 печатных листов. Кроме того, участвовал в редактировании книг и сборников общим объёмом около 250 печатных листов.

### Монографии
1. «Внешняя политика Индонезии 1959—1972 годов». М. 1973 г. 11 печатных листов;
2. «Сукарно: политическая биография». В соавторстве с М. С. Капицей, 1980 г., 18 печатных листов;
3. "Индонезия — внешняя политика «нового порядка». Под псевдонимом «Волжин Н. П.» М., 1985 г. 10 печатных листов;
4. «Внешняя политика Филиппин». В соавторстве с И. Б. Борисовой, М., 1988 г., 11 печатных листов;
5. «Вьетнам в системе международных отношений Азии». В соавторстве с Чан Куоком, МГИМО, 1995 г. 7 печатных листов[1].

### Учебные пособия
1. «Внешняя политика Индонезии 1945—1959 г.г.». МГИМО, 1975 г., 5 печатных листов;
2. «Ассоциация стран Юго-Восточной Азии — АСЕАН». МГИМО, 1980 г. 5 печатных листов;
3. "Внешняя политика Индонезии 1965—1979 г.г. МГИМО, 1981 5 печатных листов;
4. «АСЕАН в системе международных отношений». МГИМО, 1982 г. 5 печатных листов;
5. «Внешняя политика Филиппин». МГИМО, 1983 г., 5 печатных листов;
6. «Внешняя политика Таиланда». МГИМО, 1983 г., 5 печатных листов;
7. «Внешняя политика Бирмы». МГИМО, 1988 г., 5 печатных листов;
8. «АСЕАН: три десятилетия (1967—1997) — три политики». МГИМО, 1997 г., 5 печатных листов;
9. «АСЕАН: три десятилетия внешней политики (1967—1997)». МГИМО, 1999 г., 13 печатных листов;
10. «СССР/Российская Федерация — АСЕАН». М., 2003 г., 8,3 печатных листа;
11. Внешняя политика Камбоджи. 1953—1998 г.г., М., 14 печатных листов[1].

### Участие в редакции книги и сборников
1. Райков Ю. А. «Внешняя политика Филиппин на рубеже XXI века». МГИМО (У). М., 2001 г., 15 печатных листов;
2. «Юго-Восточная Азии. Актуальные проблемы развития». Совместно с Мосяковым Д. В. и Иоанесян С. И., ИВ РАН, 2000 г. (14 печатных листов), 2001 г. (16 печатных листов), 2002 г. (18 печатных листов), 2003 г. (16 печатных листов) 2004 г.(18 печатных листов);
3. «Азиатско-Тихоокеанский регион и Центральная Азия: контуры безопасности». Совместно с Воскресенским А. Д., МГИМО (У), М., 2001 г., 17,5 печатных листов;
4. «Восток-Запад. Региональные подсистемы и региональные проблемы международных отношений». Совместно с Воскресенским А. Д., М., РОССПЭН, 2002, 34 печатных листа;
5. «АСЕАН и ведущие страны АТР: Проблемы и перспективы». М., 2002 г. 20 печатных листов;
6. Ли Куан Ю. «Из третьего мира в первый». МГИМО (У), 2004 г., 40 печатных листов[1].